# 히구치 칸지로

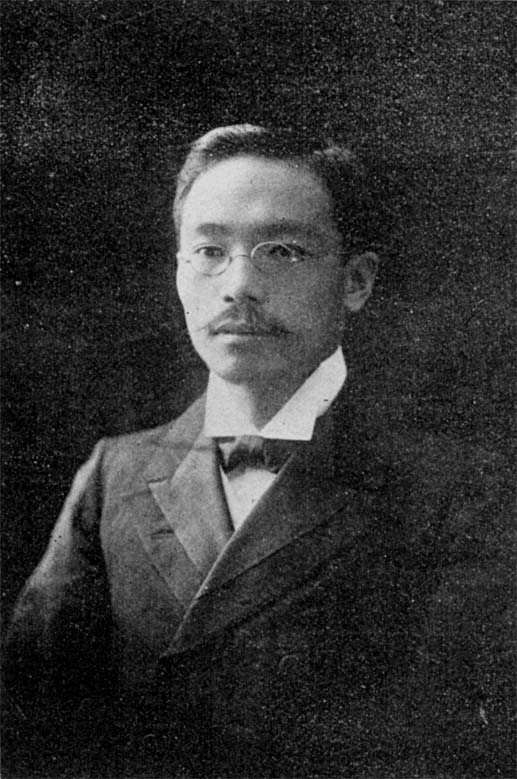

히구치 칸지로(일본어: 樋口 勘次郎: 1872년 1월 7일(명치 4년 11월 27일)-1917년(대정 6년) 12월 13일)는 일본의 교육학자다. 호는 난림(蘭林).
나가노현 스와군 후지미촌(오늘날의 후지미정) 출신. 1887년(명치 20년) 나가노현사범학교에 입학, 졸업 후 히가시치쿠마군에서 소학교 훈도를 맡았다. 1894년(명치 27년) 동경고등사범학교 문학과를 졸업, 동 학교의 훈도・조교유(助教諭)가 되었다. 부속소학교 주사보조를 거쳐 1899년(명치 32년) 공경고등사범학교 교유가 되었다.:912 1900년(명치 33년)부터 1903년(명치 36년)까지 영국, 독일, 프랑스를 유학했다.
귀국 후 동경고등사범학교 교수가 되었지만,:912 1904년(명치 37년) 사직하고 와세다대학 강사가 되었다. 또한 『보지신문』(報知新聞) 논설기자, 잡지 『신교육』, 『제국교육』의 주필 등을 맡았다. 그 외에 제국교육회 주사, 대일본평화협회 간사, 대일본교육단 간사, 교육교수연구회 간사, 교육잡지기자회 간사, 장학저축은행 상담역, 문명통신사 사장, 교육식산주식히사 전무취체역 등을 역임했다.
서양 유학 이전에는 헤르바르트 이론의 획일화를 비판하여 프랜시스 웨일랜드 파커에 기초해 『통합주의 신교수법』을 저술했고, 서양 유학 이후에는 『국가사회주의 신교육학』을 저술해 “사회적 교육학”을 널리 알렸다.:88–89